# 失われた心
『失われた心』（うしなわれたこころ、原題:英語: Possessed）は、1947年に製作・公開されたアメリカ合衆国の映画である。カーティス・バーンハートが監督し、ジョーン・クロフォードとヴァン・ヘフリンが主演した。クロフォードは当初主演予定だったベティ・デイヴィスに代わって主演している。

## ストーリー
ロサンゼルスで、ある女性がデイビッドと呼びながら昏倒し、病院に運ばれた。彼女の身元を知る手がかりはなかったが、ウィラード博士は、麻酔療法によって彼女の身元を何とか探り当てた。
彼女はルイーズという看護婦で、グレアム家に仕えていた時、デイビッドという建築技師に惚れていた。デイビッドは彼女に興味を示さなかったが、グレアム家の主人であるディーン・グレアムはルイズに求婚し、彼女はそれに応じた。だが、ルイーズを快く思わないグレアムの娘・キャロルがデイビッドに求婚された時、彼女はキャロルを殺そうと考えるようになった。

## キャスト
- ルイーズ・ハウエル：ジョーン・クロフォード
- デイヴィッド・サットン：ヴァン・ヘフリン
- ディーン・グレアム：レイモンド・マッセイ
- キャロル（ディーンの娘）：ジェラルディン・ブルックス

## スタッフ
- 監督：カーティス・バーンハート
- 製作総指揮：ジャック・L・ワーナー
- 製作：ジェリー・ウォルド
- 原案：リタ・ワイマン
- 脚本：シルヴィア・リチャーズ、ラナルド・マクドゥガル
- 音楽：フランツ・ワックスマン
- 撮影：ジョゼフ・A・ヴァレンタイン
- 編集：ルディ・ファー
- 美術：アントン・グロト
- 装置：フレッド・M・マクリーン
- ジョーン・クロフォードの衣裳：エイドリアン

## アカデミー賞ノミネーション
- 主演女優賞：ジョーン・クロフォード